# Болгарська робітнича соціал-демократична партія (широкі соціалісти)
Болгарська робітнича соціал-демократична партія (широкі соціалісти) (болг. Българската работническа социалдемократическа партия (широки социалисти)) — історична політична партія Болгарії, яка стояла на лівих позиціях. Скорочено — БРСДП (Ш. С.).

## Історія
Утворена в 1903 в ході розколу БРСДП на «тісних» і «широких» соціалістів (інша фракція утворила Болгарську робітничу соціал-демократичну партію (тісних соціалістів)). Фракція тісних соціалістів існувала в партії ще до розколу, приблизно з 1900, коли Янко Сакизов заснував журнал «Общо дело». Широкі соціалісти, по аналогії з меншовиками, виступали за широку соціальну базу партії і союзи з іншими рухами.
У 1909 група Димитра Благоева Соціал-Демократичний Союз «Пролетарій», виключена з партії Тісних Соціалістів, приєдналася до Широким Соціалістів. В подальшому група діяла як ліве крило партії.
Партія ділилася на ліву, центристську і праву фракції. У 1910 35 % її членів становили робочі.
З 1911 по 1934 партія видавала щоденну газету «Народ», при цьому права фракція з 1923 по 1925 також видавала власну газету — «Епоха». Молодіжним крилом партії був Соціалістичний Союз Молоді [4].
З 19 жовтня 1918 по 6 жовтня 1919 партія входила в уряд Теодора Теодорова, а Сакизов був міністром праці в цьому уряді. У 1923 партія увійшла до уряду Александра Цанкова, зайнявши при цьому антикомуністичні позиції.
У 1923-1940 партія входила до Робітничого соціалістичного Інтернаціоналу (попередник Соцінтерну), при цьому весь цей час Сакизов представляв партію в правлінні Інтернаціоналу (до серпня 1925 він ділив місце в правлінні з Живко Топаловичем).
У 1948 партія увійшла до Болгарської комуністичної партії, яка утворилася від Вузьких Соціалістів. У червні 1948 розпочався процес перевірки членства, при цьому близько половині членів партії Широких Соціалістів (лівого крила) було дозволено вступити в комуністичну партію за умови безумовного прийняття програми останньої. Правому крилу це було заборонено. Злиття закінчилося в грудні 1948. Перша книга з історії партії Широких Соціалістів в Болгарії була опублікована в 1981 (Клара Пінкась, Реформістська соціал-демократія в Болгарії: Ідеологія, політика, організація, 1903-1917).